# Stadion Rossija w Kirowie
Stadion Rossija – stadion piłkarski w Kirowie, w Rosji. Został otwarty w 2007 roku, a od roku 2009 swoje spotkania rozgrywa na nim drużyna Dinamo Kirow. Obiekt może pomieścić 3000 widzów.